# Louis Welden Hawkins
Louis Welden Hawkins (Stoccarda, 1º luglio 1849 – Parigi, 1º maggio 1910) è stato un pittore francese.
Fu un artista simbolista, spesso vicino alla corrente preraffaellita.

## Biografia
Louis Welden Hawkins era figlio di un ufficiale della marina inglese e di una baronessa austriaca. Trascorse tutta la sua vita d'artista in Francia e pertanto, nel 1895, ottenne la cittadinanza e la nazionalità francese.
Per non intraprendere la carriera militare a cui appariva inevitabilmente destinato, il giovane Louis ruppe i rapporti con la sua famiglia e si trasferì a Parigi nel 1873.  Entrò quindi nell'Académie Julian dove compì i suoi studi e già nel 1881 espose i suoi lavori al "Salon des Artistes français" ottenendo un notevole successo e anche delle proposte di acquisto delle sue opere da parte dello Stato, che però rifiutò. Continuò ad esporre nel Salon per dieci anni.

Espose anche alla "Société des Beaux Arts" (1894-1908), al "Salon de la Rose Croix" (1894 e 1895) e alla galleria "Libre Esthétique" di Bruxelles.
Nel frattempo Hawkins frequentò il gruppo dei Simbolisti della Rose-Croix, ed ebbe utili rapporti con gli scrittori che sposavano le idee del movimento simbolista: Jean Lorrain, Paul Adam, Laurent Tailhade, Robert de Montesquiou, Stéphane Mallarmé. Quest'ultimo lo accolse nel suo cenacolo di rue de Rome e gli dedicò un verso: 
Ebbe anche relazioni con personalità del mondo sindacale e politico di orientamento socialista, come il deputato Camille Pelletan e la giornalista Caroline Rémy de Guebhard, al secolo Séverine, alla quale, in seguito, fece il ritratto. Fu anche influenzato dai preraffaelliti inglesi Dante Gabriel Rossetti e Edward Burne-Jones che conobbe personalmente.
Le sue figure femminili sono composte infatti nella piena tradizione dei pittori preraffaelliti, con la loro serietà sognante, e la sua pittura appare come l'estremo anelito ad una realtà fragile, fuori dal tempo, che chiede attenzione e che distilla la quintessenza delle cose. Divenne famoso, infatti, per i suoi ritratti femminili, sempre sognanti e di grande finezza.
Welden terminò la sua carriera e la sua vita in ristrettezze, trascorrendo i suoi ultimi anni a dipingere paesaggi in Bretagna.

Morì a Parigi all'età di 61 anni, ma fu commemorato solo un anno dopo la sua morte, al "Salon National".

## Alcune opere
- Le Foyer, Museo di belle arti di Nantes.
- Museo d'Orsay
  - Le Sphinx et la Chimère, 1906, olio su tela
  - Séverine, olio su tela
  - Portrait de Jeune Homme, 1881, olio su tela
  - Portrait de Camille Pelletan. (Prima versione non firmata di un quadro più grande firmato), 1880, olio su tela, collezione privata.
  - La Tour Eiffel vue du Trocadéro, 1901, olio su tela
- L'Innocence, 1895, olio su tela,  Museo Van Gogh di Amsterdam
- Une prière à Dieu, 1900, acquarello, collezione privata.
- Procession des Âmes, 1893, olio su tela, collezione privata.

## Galleria d'immagini

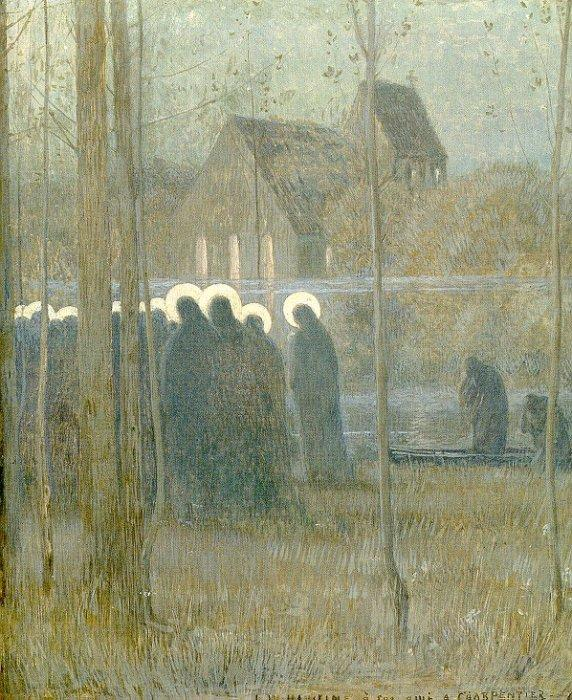
Processione di anime
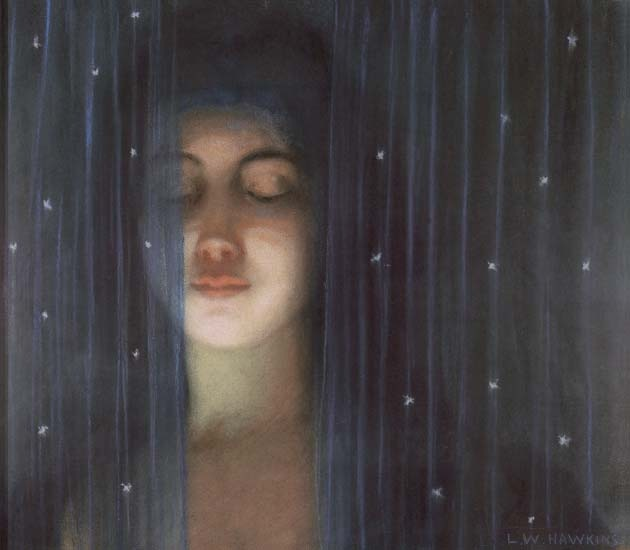
Il velo
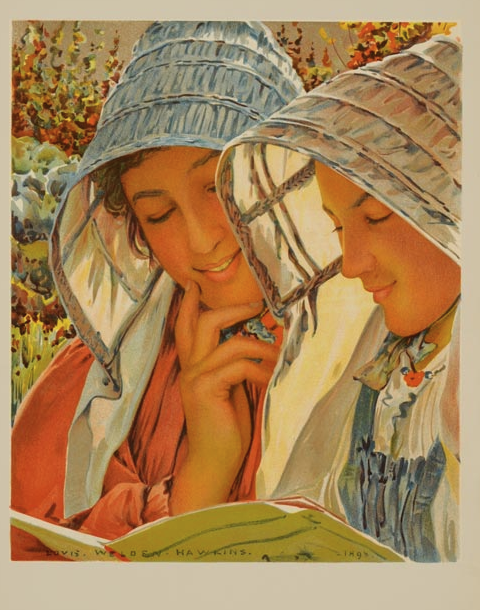
Le lettrici
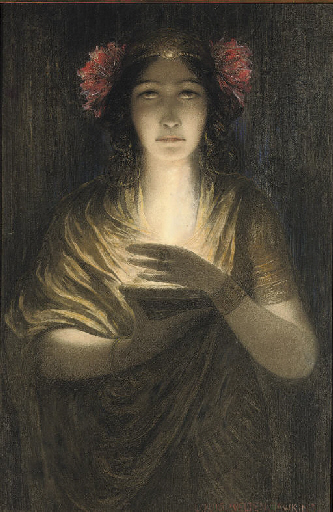
Sacerdotessa
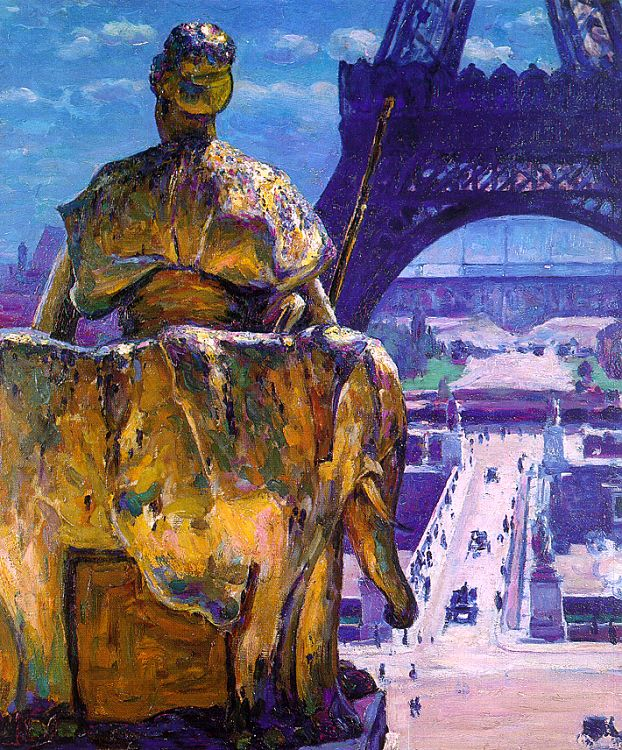
La torre Eiffel vista dal Trocadero

## Collegamenti esterni

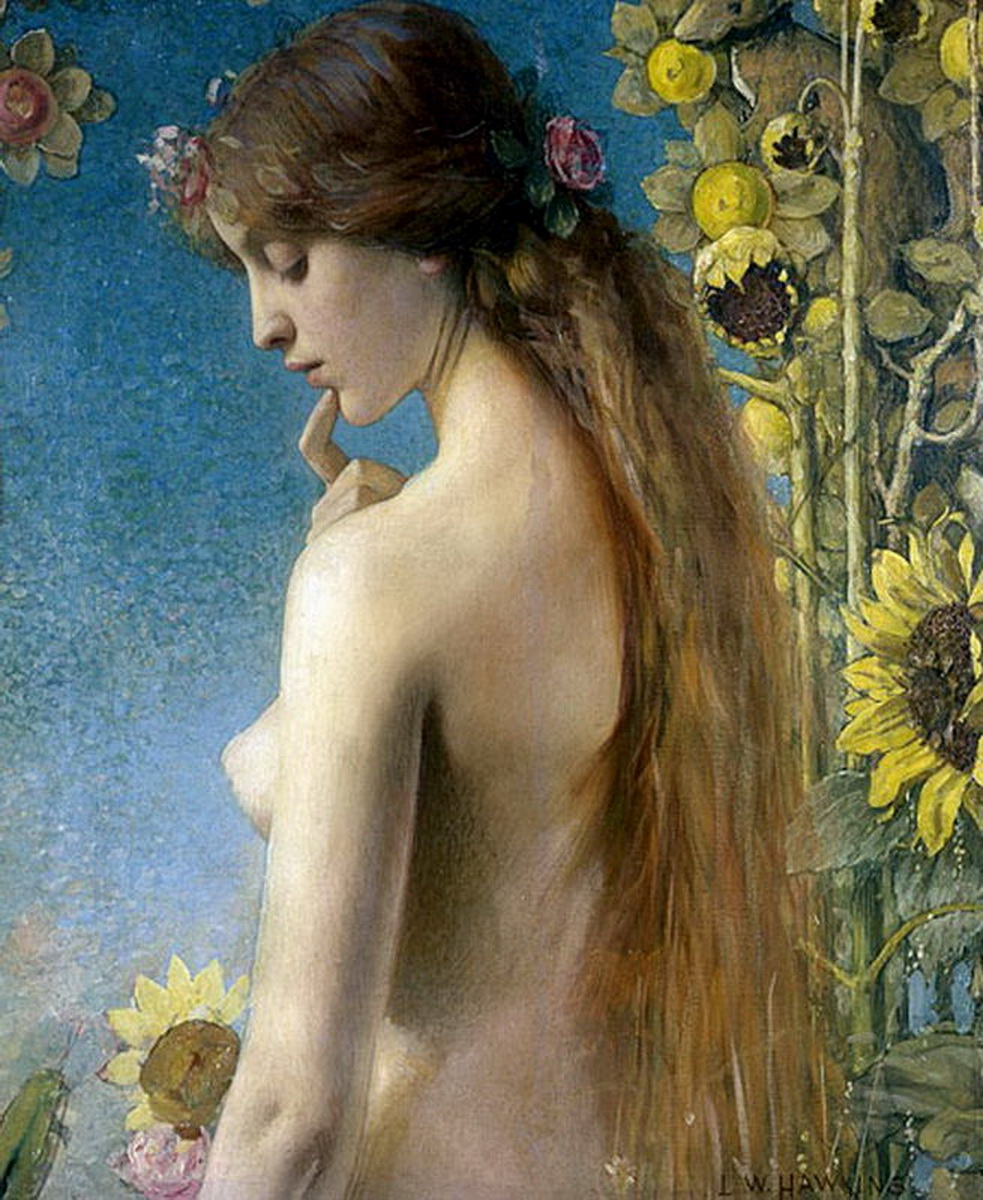
Clizia